# Penguin Software
Penguin Software, ab 1986 Polarware, war ein US-amerikanischer Hersteller für Grafiksoftware und Computerspiele in Geneva (USA). Das Unternehmen wurde von Mark Pelczarski 1980 gegründet und existierte bis 1987. Im Jahr 1985 kam es zu Rechtsstreitigkeiten mit der Firma Penguin Books, so dass die Firma zu Polarware umbenannt wurde.
Bekannt wurde die Firma mit einigen Grafikprogrammen, namentlich Magic Paintbrush, Special Effects und speziell The Graphics Magician, das damals sehr populär und kommerziell erfolgreich war.
Das Unternehmen entwickelte auch einige Computerspiele, wie z. B. die dreiteilige Adventure-Reihe Transylvania, deren erster Teil 2009 auch für iOS herausgebracht wurde.

## Grafiksoftware
- Magic Paintbrush, 1978, Apple II
- Special Effects, 1981, Apple II
- The Graphics Magician, 1982, Apple, Atari, Commodore 64, IBM[4]

## Computerspiele
- Transylvania, 1982, Apple II, Atari, Commodore 64, Commodore 128, Apple Macintosh, Amiga, Atari ST, MSDOS
- The Quest, 1983, Apple II, Atari 8-bit, Commodore 64, Apple Macintosh
- The Coveted Mirror, 1986, Apple II, Atari 8-bit, Commodore 64, PC
- Oo-Topos, 1986, Amiga, Apple II, Atari ST, Commodore 64, Macintosh, PC